# Chris Cooper (színművész)
Chris Cooper (Kansas City, Missouri, 1951. július 9. –) Oscar- és Golden Globe-díjas amerikai színész.

## Fiatalkora
Cooper a Missouri állambeli Kansas City városában született. Édesanyja, Mary Ann a család háztartását vezette, édesapja Charles Cooper, miután leszerelt az amerikai légierőtől, egy szarvasmarhafarmot üzemeltetett. Cooper szülőhelyén kezdte meg tanulmányait, majd a Missouri Egyetemre került, ahol mezőgazdasági és drámaszakon végzett. Az egyetem elvégzése után New Yorkba költözött, hogy megkezdje színészi karrierjét.

## Pályafutása
Első filmszerepét (amely egyben főszerep is volt) John Sayles rendező, Azok a véres napok című filmjében kapta 1987-ben és később a rendező további munkáiban is gyakran tűnt fel.
Ezek után több televíziós munka következett, majd 1991-ben a Robert De Niro főszereplésével készült Feketelistán című filmdrámában bukkant fel egy kisebb szerepben. De Niróval a későbbiekben még két filmben került össze.
1995-ben a Wesley Snipes neve által fémjelzett Pénzvonat-ban látható, majd 1996-ban egyik legemlékezetesebb alakítását a Lone Star – Ahol a legendák születnek című film kisvárosi seriffjeként nyújtotta. A karaktert a már említett rendező, John Sayles kifejezetten Cooper számára írta. Szintén ebben az évben látható volt Joel Schumacher sztárok sorát felvonultató krimijében, a Ha ölni kell mozijában is.
1998-ban szintén egy De Niro szereplésével készült alkotásban, a Szép reményekben tűnt fel. Még ebben az esztendőben szerepet vállalt Robert Redford A suttogó című filmdrámájában is. Cooper idővel olyan filmekkel a háta mögött, mint az Oscar-díjas Amerikai szépség (1999) vagy a Mel Gibson főszereplésével készült A hazafi (2000), a legjobb karakterszínészek közé küzdötte fel magát és népszerűségét csak növelte a 2002-ben elnyert Oscar-díj. Az Adaptáció című, Nicolas Cage és Meryl Streep főszereplésével készült film mellékszerepéért a színész egy sor neves kitüntetést tudhat magáénak.
2004-ben a Kormányzóválasztás című filmben egy olyan szenátort alakított, akit az akkor amerikai elnök George W. Bush-ról mintáztak. A sikernek köszönhetően a színész olyan filmekkel gyarapíthatta filmográfiáját, mint a Vágta (2003), a Capote (2005), a Sziriána (2005) vagy a Bőrnyakúak (2005).

## Magánélete
Cooper otthona a Massachusetts állambeli Kingston városában található. 1983 óta Marianne Leone Cooper színésznő házastársa. 
1987-ben született meg fiuk, Jesse Lanier Cooper. 2005-ben gyermekük agyvérzés következtében elhunyt. Emlékére egy alapítványt hoztak létre.

## Filmográfia

### Film
| Év   | Magyar cím                            | Eredeti cím                         | Szerep                               | Magyar hang            |
| ---- | ------------------------------------- | ----------------------------------- | ------------------------------------ | ---------------------- |
| 1987 | Azok a véres napok                    | Matewan                             | Joe Kenehan                          |                        |
| 1990 |                                       | Thousand Pieces of Gold             | Charlie Bemis                        |                        |
| 1991 | A remény városa                       | City of Hope                        | Riggs                                |                        |
| 1991 | Feketelistán                          | Guilty by Suspicion                 | Larry Nolan                          | Balázsi Gyula          |
| 1991 | Feketelistán                          | Guilty by Suspicion                 | Larry Nolan                          | Rosta Sándor           |
| 1993 | Ez a fiúk sorsa                       | This Boy's Life                     | Roy                                  | Harmath Imre           |
| 1993 | Ez a fiúk sorsa                       | This Boy's Life                     | Roy                                  | Rosta Sándor           |
| 1995 | Pénzvonat                             | Money Train                         | Torch                                | Uri István             |
| 1995 | Pénzvonat                             | Money Train                         | Torch                                | Kőszegi Ákos           |
| 1995 | Fáraóhadsereg                         | Pharaoh's Army                      | John Hull Abston kapitány            | Papp János             |
| 1996 | Lone Star – Ahol a legendák születnek | Lone Star                           | Sam Deeds seriff                     | Balkay Géza            |
| 1996 | Fiúk                                  | Boys                                | Mr. John Baker                       |                        |
| 1996 | Ha ölni kell                          | A Time to Kill                      | Dwayne Powell Looney seriffhelyettes | Imre István            |
| 1998 | Szép remények                         | Great Expectations                  | Joe                                  | Sinkovits-Vitay András |
| 1998 | A suttogó                             | The Hourse Whisperer                | Frank Booker                         | Rosta Sándor           |
| 1999 |                                       | The 24 Hour Woman                   | Ron Hacksby                          |                        |
| 1999 | Októberi égbolt                       | October Sky                         | John Hickam                          | Horányi László         |
| 1999 | Amerikai szépség                      | American Beauty                     | Frank Fitts ezredes                  | Reviczky Gábor         |
| 2000 | Én és én meg az Irén                  | My, Myself and Irene                | Gerke hadnagy                        | Rosta Sándor           |
| 2000 | A hazafi                              | The Patriot                         | Harry Burwell ezredes                | Haás Vander Péter      |
| 2002 | Úttalan út                            | Interstate 60'                      | Bob Cody                             | Sörös Sándor           |
| 2002 | Adaptáció                             | Adaptation                          | John Laroche                         | Németh Gábor           |
| 2002 | A Bourne-rejtély                      | The Bourne Identity                 | Alexander Conklin                    | Rosta Sándor           |
| 2003 | Vágta                                 | Seabiscuit                          | Tom Smith                            | Trokán Péter           |
| 2003 | Vágta                                 | Seabiscuit                          | Tom Smith                            | Reviczky Gábor         |
| 2004 | A Bourne-csapda                       | The Bourne Supremacy                | Alexander Conklin                    | Rosta Sándor           |
| 2004 | Kormányzóválasztás                    | Silver City                         | Dickie Pilager                       |                        |
| 2005 | Capote                                | Capote                              | Alwin Dewey                          |                        |
| 2005 | Bőrnyakúak                            | Jarhead                             | Kazinski alezredes                   | Balázsi Gyula          |
| 2005 | Sziriána                              | Syriana                             | Jimmy Pope                           | Forgács Péter          |
| 2007 | Az utolsó jelentés                    | Breach                              | Robert Hanssen                       | Barbinek Péter         |
| 2007 | A királyság                           | The Kingdom                         | Grant Sykes                          | Balázsi Gyula          |
| 2007 | Házasélet                             | Married Life                        | Harry Allen                          | Rosta Sándor           |
| 2007 | Házasélet                             | Married Life                        | Harry Allen                          | Kőszegi Ákos           |
| 2008 | Szeretlek, New York                   | New York, I Love You!               | Alex                                 | Rosta Sándor           |
| 2009 | Ahol a vadak várnak                   | Where the Wild Things Are           | Douglas (hangja)                     | Gyabronka József       |
| 2010 | Vállalati csalódások                  | The Company Men                     | Phil Woodward                        | Barbinek Péter         |
| 2010 | Emlékezz rám                          | Remember Me                         | Neil Craig                           | Kőszegi Ákos           |
| 2010 |                                       | Amigo                               | Hardacre ezredes                     |                        |
| 2010 | Tolvajok városa                       | The Town                            | Stephen MacRay                       | Rosta Sándor           |
| 2010 |                                       | The Tempest                         | Antonio                              |                        |
| 2011 | Muppets                               | The Muppets                         | Tex Richman (hangja)                 | Dörner György          |
| 2012 | A hallgatás szabálya                  | The Company You Keep                | Daniel Sloan                         | Haás Vander Péter      |
| 2013 | Augusztus Oklahomában                 | August: Osage County                | Charles Aiken                        | Haás Vander Péter      |
| 2013 | Augusztus Oklahomában                 | August: Osage County                | Charles Aiken                        | Kőszegi Ákos           |
| 2014 | A csodálatos Pókember 2.              | The Amazing Spider-Man 2            | Norman Osborn / Zöld Manó (cameo)    | Reviczky Gábor         |
| 2015 | Darabokban                            | Demolition                          | Phil                                 | Rosta Sándor           |
| 2015 |                                       | Coming Through the Rye              | J. D. Salinger                       |                        |
| 2016 | Az éjszaka törvénye                   | Live by Night                       | Irving Figgis seriff                 | Szacsvay László        |
| 2017 | Verdák 3.                             | Cars 3                              | Füsti (hangja)                       | Dörner György          |
| 2019 |                                       | Henrietta Bulkowski (rövidfilm)     | Danny Wilcox (hangja)                |                        |
| 2019 | Egy kivételes barát                   | A Beautiful Day in the Neighborhood | Jerry Vogel                          | Sörös Sándor           |
| 2019 | Kisasszonyok                          | Little Women                        | Mr. Laurence                         | Kertész Péter          |
| 2020 | Ellenállhatatlan                      | Irresistible                        | Jack Hastings ezredes                | Rosta Sándor           |
| 2021 | Együtt bezárva 2.                     | With/In: Volume 2                   | ismeretlen szerep                    |                        |
| 2023 | A bostoni fojtogató                   | Boston Strangler                    | Jack MacLaine                        |                        |

### Televízió
| Év        | Magyar cím                      | Eredeti cím                             | Szerep                  | Megjegyzések                                             |
| --------- | ------------------------------- | --------------------------------------- | ----------------------- | -------------------------------------------------------- |
| 1987      |                                 | The Equalizer                           | Michael                 | 1 epizód                                                 |
| 1988      |                                 | American Playhouse                      | Louis Halladay          | 1 epizód                                                 |
| 1988      | Miami Vice                      | Miami Vice                              | Jimmy Yagovitch         | 1 epizód                                                 |
| 1989      | Texasi krónikák – Lonesome Dove | Lonesome Dove                           | July Johnson            | - minisorozat (4 epizód) - magyar hangja: - Görög László |
| 1990      |                                 | Lifestories                             | Mr. Hawkins             | 1 epizód                                                 |
| 1990      | Egy csöppnyi napsütés           | A Little Piece of Sunshine              | Ernie Favaro            | - tévéfilm - magyar hangja: - Jakab Csaba                |
| 1991      |                                 | In Broad Daylight                       | Jack Wilson             | tévéfilm                                                 |
| 1991      | Darrow                          | Darrow                                  | Eugene V. Debs          | - tévéfilm - magyar hangja: - Barabás Kiss Zoltán        |
| 1992      | Várj, míg világos lesz!         | Bed of Lies                             | Price Daniel Jr.        | tévéfilm                                                 |
| 1992      |                                 | Ned Blessing: The True Story of My Life | Anthony Blessing        | tévéfilm                                                 |
| 1993      | Texasi krónikák: A vad vidék    | Return to Lonesome Dove                 | July Johnson            | minisorozat (4 epizód)                                   |
| 1994      | Át a hegyen                     | One More Mountain                       | James Reed              | tévéfilm                                                 |
| 1996      | Esküdt ellenségek               | Law & Order                             | Roy Payne               | 1 epizód                                                 |
| 1997      | Szilikon völgy (Kebelbarátok)   | Breast Men                              | Dr. William Larson      | - tévéfilm - magyar hangja: - Rékasi Károly              |
| 2003      | Túlélők háza                    | My House in Umbria                      | Thomas Riversmith       | tévéfilm                                                 |
| 2008–2009 |                                 | American Experience                     | Walt Whitman / narrátor | 2 epizód                                                 |
| 2016      | 11.22.63                        | 11.22.63                                | Al Templeton            | minisorozat                                              |
| 2020      | Homecoming                      | Homecoming                              | Leonard Geist           | 2. évad (7 epizód)                                       |

## Fontosabb díjak és jelölések
| Év   | Díj                     | Kategória                                                | Jelölt mű                    | Eredmény | Ref.   |
| ---- | ----------------------- | -------------------------------------------------------- | ---------------------------- | -------- | ------ |
| 2000 | Screen Actors Guild-díj | Legjobb férfi mellékszereplő                             | Amerikai szépség (1999)      | Jelölve  | [ 5 ]  |
| 2000 | Screen Actors Guild-díj | Legjobb szereplőgárda (mozifilm)                         | Amerikai szépség (1999)      | Elnyerte | [ 5 ]  |
| 2003 | Oscar-díj               | Legjobb férfi mellékszereplő                             | Adaptáció (2002)             | Elnyerte | [ 6 ]  |
| 2003 | Golden Globe-díj        | Legjobb férfi mellékszereplő                             | Adaptáció (2002)             | Elnyerte | [ 7 ]  |
| 2003 | Filmes BAFTA-díj        | Legjobb férfi mellékszereplő                             | Adaptáció (2002)             | Jelölve  | [ 8 ]  |
| 2003 | Screen Actors Guild-díj | Legjobb férfi mellékszereplő                             | Adaptáció (2002)             | Jelölve  | [ 9 ]  |
| 2003 | Screen Actors Guild-díj | Legjobb filmes szereplőgárda                             | Adaptáció (2002)             | Jelölve  | [ 9 ]  |
| 2003 | Primetime Emmy-díj      | Legjobb férfi mellékszereplő (minisorozat vagy tévéfilm) | Túlélők háza (2003)          | Jelölve  | [ 10 ] |
| 2004 | Screen Actors Guild-díj | Legjobb férfi mellékszereplő                             | Vágta (2003)                 | Jelölve  | [ 11 ] |
| 2004 | Screen Actors Guild-díj | Legjobb filmes szereplőgárda                             | Vágta (2003)                 | Jelölve  | [ 11 ] |
| 2006 | Screen Actors Guild-díj | Legjobb filmes szereplőgárda                             | Capote (2005)                | Jelölve  | [ 12 ] |
| 2014 | Screen Actors Guild-díj | Legjobb filmes szereplőgárda                             | Augusztus Oklahomában (2013) | Jelölve  | [ 13 ] |
| 2017 | Tony-díj                | Legjobb férfi főszereplő színdarabban                    | A Doll's House, Part 2       | Jelölve  | [ 14 ] |

## Fordítás
- Ez a szócikk részben vagy egészben  a   Chris Cooper című angol Wikipédia-szócikk fordításán alapul.  Az eredeti cikk szerkesztőit annak laptörténete sorolja fel. Ez a jelzés csupán a megfogalmazás eredetét és a szerzői jogokat jelzi, nem szolgál a cikkben szereplő információk forrásmegjelöléseként.